# چینی شکسته
«چینی شکسته» (به انگلیسی: Broken China) آلبومی از هنرمند اهل بریتانیا ریچارد رایت است که در سال ۱۹۹۶ میلادی منتشر شد.